# Tietieri (rejon rudniański)
Tietieri (ros. Тетери) – wieś (ros. деревня, trb. dieriewnia) w zachodniej Rosji, w osiedlu wiejskim Czistikowskoje rejonu rudniańskiego w obwodzie smoleńskim.

## Geografia
Miejscowość położona jest w dorzeczach Olszanki i Jelenki, 28 km od granicy z Białorusią, 2 km od najbliższej stacji kolejowej (Gołynki), 2 km od drogi federalnej R120 (Orzeł – Briańsk – Smoleńsk – granica z Białorusią), 16,5 km od drogi magistralnej M1 «Białoruś», przy drodze regionalnej 66N-1626 (R120 / Gołynki – Tietieri), 13,5 km od centrum administracyjnego osiedla wiejskiego (Czistik), 20 km od centrum administracyjnego rejonu (Rudnia), 45 km od Smoleńska.
W granicach miejscowości znajdują się ulice: Centralnaja, Dacznaja, Gwardiejskaja, Lesnaja, Mira, Mołodiożnaja, Panskaja, Sadowaja, Siewiernaja, Wiszniewaja, Zielonaja.

## Demografia
W 2010 r. miejscowość zamieszkiwały 154 osoby.

## Historia
W czasie II wojny światowej od lipca 1941 roku dieriewnia była okupowana przez hitlerowców. Wyzwolenie nastąpiło w październiku 1943 roku.
Uchwałą z dnia 20 grudnia 2018 roku w skład jednostki administracyjnej Czistikowskoje weszły wszystkie miejscowości (w tym Tietieri) osiedla wiejskiego Smoligowskoje.